# Бовэйрд, Джина
Джина Бовэйрд (англ. Gina Bovaird; род. 29 мая 1949, Бостон) — бывшая американская мотогонщица и единственная женщина в истории мотоспорта, участвовавшая в чемпионате мира по мотоциклам в классе 500 см³. 
Джина Бовэйрд была первой женщиной, вошедшей в десятку лучших в гонке AMA. В 1979 году приняла участие в очень известной в Америке мотогонке Daytona 200 на международной гоночной трассе Daytona International Speedway. Бовэйрд побила рекорд самого быстрого новичка со средней скоростью 228 км/ч. Затем организаторы гонки пригласили Бовэйрд в Брэндс-Хэтч (Великобритания) в 1980 году для участия в гонках на мотоцикле Yamaha TZ 500, на котором не было никакой рекламы.
В 1981 году безуспешно пыталась пройти квалификацию в нескольких гонках в классе 500 см³ чемпионата мира по мотоциклам. На Гран-при Германии в Хоккенхайме также выступала на мотоцикле MBA 125 в классе 125 см³. В 1982 году японские заводские команды бойкотировали Гран-при Франции в Ногаро. Там Бовэйрд удалось пройти квалификацию на стартовой решётке на мотоцикле Yamaha TZ 500, однако она сошла на гонке.